# فضيحة انبعاثات الديزل
منذ 2014 وما بعد، اكتشفت البرمجيات التي تتلاعب بفحوص تلوث الهواء في المركبات الخاصة ببعض مصانع السيارات؛ فقد كانت هذه البرامج تعرف متى تجرى فحوص الانبعاثات المعيارية، وتعدل المحرك بحيث يصدر انبعاثات أقل خلال الفحص. كانت السيارات تصدر مستويات أعلى بكثير من التلوث في ظروف العمل الحقيقية خلال القيادة. كانت بعض السيارات تصدر انبعاثات أكبر رغم عدم وجود تلاعب في البرمجيات.
بدأت الفضائح المتعلقة بإصدار الانبعاثات الأعلى من المقدار المصرح به من المحركات العاملة على الديزل في عام 2014، حين أبلغ المجلس الدولي للنقل النظيف (آي سي سي تي) عن وجود تباينات بين النماذج الأوروبية والأمريكية من السيارات، بدءًا من فضيحة انبعاثات شركة فولكس فاغن. أثبتت الفحوص المستقلة التي أجراها نادي السيارات الألماني إيه دي إيه سي أن السيارات العاملة على الديزل تحت ظروف القيادة العادية، بما فيها فولفو إس60، ورينو إسبيس إنرجي، وجيب رينيغايد، كانت تفوق حدود الانبعاثات القانونية في أوروبا لأكسيد النتروجين (NOx) بأكثر من 10 أضعاف. أظهر كل من المجلس الدولي للنقل النظيف ونادي السيارات الألماني أن الانحرافات الأكبر كانت من شركات فولفو ورينو وجيب وهيونداي وسيتروين وفيات.
انتقد الباحثون عدم كفاءة التشريعات الحالية ودعوا لاستخدام اختبار مرخص من الأمم المتحدة يدعى إجراءات فحص المركبات الخفيفة المتجانس عالميًّا الذي يعكس بشكل أفضل ظروف القيادة الواقعية. لم يبدأ تطبيق الاختبار إلا في العام 2017، مع قول النقاد إن شركات السيارات شكلت جماعات ضغط قوية لتأخير تطبيقه بسبب ارتفاع تكاليف الالتزام بشروط بيئية أقسى.
وصف المتحدث المحافظ باسم السوق الداخلي دانييل دالتون -الذي قاد مشروع القانون التشريعي في البرلمان الأوروبي- القوانين السابقة بأنها «مرقعة في أفضل أحوالها وغير فعالة في أسوئها». وقال إن تقريره الأخير عام 2018 قدم نظامًا قويًّا وشفافًا لضمان أمان السيارات وتحقيقها للمعايير الخاصة بالانبعاثات.
منذ عام 2016، فشلت 38 سيارة من أصل 40 فحصها نادي السيارات الألماني في اختبارات أكاسيد النتروجين NOx.

## الشركات الصانعة

### فولكس فاغن
بدأت فضيحة انبعاثات فولكس فاغن في 18 سبتمبر 2015، حين أصدرت وكالة حماية البيئة في الولايات المتحدة الأمريكية (إي بّي إيه) مذكرة انتهاك لقانون الهواء النظيف ضد مجموعة فولكس فاغن الألمانية المصنعة للسيارات. كانت فولكس فاغن قد برمجت عمدًا محركات الحقن المباشر المشحون عنفيًّا (تي دي آي) العاملة على الديزل لتفعيل التحكم بالانبعاثات فقط خلال فحص الانبعاثات.
في يناير 2017، اعترفت فولكس فاغن بارتكابها التهم الموجهة إليها فيما يخص فضيحة الانبعاثات وتعهدت بدفع مبلغ جزائي قيمته 4.3 مليار دولار أمريكي. اعتبارًا من يناير 2019، أدين 13 موظفًا من فولكس فاغن، ومنهم الرئيس التنفيذي السابق لفولكس فاغن مارتن وينتركورن، واعترف مديران تنفيذيان سابقان (اوليفر شميدت وديمس روبرت ليانغ) بارتكابهما التهم الموجهة إليهما في محكمة أمريكية وحكما بالسجن. 

### فيات كرايسلر
في 12 يناير 2017، أصدرت وكالة حماية البيئة مذكرة انتهاك في عام 2017 لشركة سيارات فيات كرايسلر تدعي أن أكثر من 100,000 شاحنة وسيارة رياضية متعددة الأغراض عاملة على الديزل من السنوات 2014، 2015، 2016، ومنها دودج رام 1500 وجيب غراند شيروكي كان فيها برمجيات تسمح لها بتجاوز حدود تلوث أكاسيد النتروجين NOx، دون القدرة على الكشف عن ذلك بطرق الاختبار الاعتيادية. اكتشفت وكالة حماية البيئة هذا خلال الاختبارات الموسعة للمركبات بعد قضية فولكسفاغن. لم تكن مجموعة فيات كرايسلر متهمة بالغش المتعمد في اختبارات الانبعاثات، مع أن وكالة حماية البيئة اتهمت الشركة بالفشل في إخطار الحكومة بالبرمجة التي تؤدي إلى فشل اختبارات التلوث. كانت وزارة العدل الأمريكية تساعد وكالة حماية البيئة في تحقيقاتها، ما يشير إلى احتمالية توجيه تهم جنائية، في حين كان مديرو فيات كرايسلر التنفيذيون آملين بأن يكون من الممكن بعد استلام الرئيس دونالد ترامب للسلطة «العمل مع الإدارة لمحاولة جعل المسألة وراءنا»، وفقًا للرئيس التنفيذي لفيات كرايسلر سيرجيو مارتشيوني. أنكر المديرون التنفيذيون أي تصرفات خاطئة ولكنهم صرحوا بإجراء تعديلات موسعة لبرمجيات مركباتهم لمعالجة مخاوف وكالة حماية البيئة.
كجزء من تسوية يناير 2019، ستستعيد فيات كرايسلر وتصلح نحو 100,000 سيارة مجهزة بمحرك 6 أسطوانات (فّي 6) إيكوديزل مزود بجهاز ممنوع للتغلب على اختبارات التلوث، وستدفع 311 مليون دولار كإجمالي الجزاءات المدنية، وتطبق إصلاحات تتعلق بحوكمة الشركة، وتدفع 33.5 مليون دولار لتخفيف التلوث الزائد. ستدفع الشركة أيضًا للمستهلكين المتأثرين ما يصل إلى 280 مليون دولار وتعرض كفالات أطول لهذه السيارات تقدر بمبلغ 105 مليون دولار. القيمة الكلية للتسوية تقدر بنحو 800 مليون دولار، مع أن شركة فيات كرايسلر لم تعترف بمسؤوليتها، ولم تنته من تحقيق جنائي جارٍ. 
فيما يتصل بالبرمجيات المذكورة، اتهمت إيمانويلا بالما، وهي مديرة قابلية قيادة سيارات الديزل وانبعاثاتها في فيات كرايسلر بتهمة التآمر للاحتيال على الولايات المتحدة الأمريكية، وذلك لخرق قانون الهواء النظيف وارتكاب تزييف اتصالات. اتهمت باميلا أيضًا بست تهم خرق لقانون الهواء النظيف، وأربع تهم تزييف اتصالات، وتهمتين بالإدلاء بتصريحات كاذبة لممثلي مكتب التحقيقات الفدرالية (إف بي آي) وقسم التحقيقات الجنائية التابع لوكالة حماية البيئة. في 3 مارس 2021، أدين كل من سيرجيو باسيني وجيانلوكا سابيوني، وهما مواطنان إيطاليان ومتهمان بالاشتراك في التآمر مع بالما. 

#### جيب
جيب، وهي أيضًا سيارة تابعة لشركة سيارات فيات كرايسلر، اختبرت من قبل مجموعة المستهلكين ويتش؟ التي وجدت في مارس 2017 أنها تنتج 1.74 غ/كم من أكاسيد النتروجين NOx بالمقارنة مع معايير الانبعاثات الأوروبية يورو 5 التي تضع الحد القانوني عند 0.18 غ/كم. كانت كميات كبيرة من الملوثات تصدر عن سيارة جيب غراند شيروكي عندما كان المحرك ساخنًا. 

### أوبل (جينيرال موتورز)
اكتشف أن أوبل -علامة تجارية ألمانية كانت مملوكة حينها لشركة جنرال موتورز- تستخدم جهاز تخطٍّ للاختبارات في أوروبا في عام 2015.
كان برنامج المحرك يغير سلوك المحرك حسب إذا ما كانت عجلتان تدوران أم أربع. في سيارة أوبل زافيرا التي تعمل بالشد الأمامي، كانت انبعاثات أكاسيد النتروجين NOx ضمن الحد القانوني 80 مغ/كم – ولكن فقط عندما كانت المركبات على منصة الاختبار، عندما تدور العجلات الأمامية وتبقى العجلات الخلفية ثابتة. عندما كانت العجلات الخلفية التي لا تصلها الحركة مباشرةً من المحرك تجبر على الدوران (وهي الطريقة التي تتصرف بها سيارات الشد الأمامي عند القيادة على الطريق)، كانت انبعاثات أكاسيد النتروجين NOx ضعفي الحد (المحرك بارد) أو ثلاثة إلى أربعة أضعاف الحد (عند تسخين المحرك).
رغم الحقائق، أنكرت أوبل استخدام أجهزة التغلب على الاختبارات، وقالت إن الاختبارات «غير موثوقة» و«غير مفهومة»، وضغط على أحد العلماء المشاركين في فحص السيارة واكتشاف الأخطاء، الأستاذ جان تشيرفينسكي من جامعة بيرن للعلوم التطبيقية لإصدار تصريخ لوكالة أنباء يقول فيه إن «الحقائق ربما كانت مشوهة أو ناقصة أو منحازة لعدة أسباب». كان هذا رغم أن تلك الاختبارات أجريت وفق إجراءات الدورة الأوروبية الجديدة للقيادة المعتمدة (وغير المتطلبة). 
عرضت أوبل على العامة (بحضور ممثلين من تي يو فّي هيسن) سيارة زافيرا تحقق شروط انبعاثات أكاسيد النتروجين NOx. في نفس الوقت، بدأت أوبل تسعى سريًّا لإجراء تحديث على برمجيات المحركات يحد من الانبعاثات في سيارات زافيرا الموجودة على الطرقات فعلًا، وكشفها خلال ذلك صحفيون بلجيكيون من محطة أنباء فّي آر تي. كان التحديث البرمجي يخفض بشكل كبير انبعاثات أكاسيد النتروجين NOx في السيارات وكان يركب في سيارات الزبائن خلال زيارات مراكز الخدمات دون علمهم.